# Bernardo Ruggieri
Bernardo Ruggieri foi um prelado católico romano que serviu como bispo de Sora (1511–1530).

## Biografia
No dia 12 de dezembro de 1511, Bernardo Ruggieri foi nomeado Bispo de Sora durante o papado de Júlio II. Serviu como Bispo de Sora até à sua renúncia em 1530. Enquanto bispo, foi o principal co-consagrador de Giovanni Angelo Arcimboldi, Bispo de Novara (1526), e William Duffy, Bispo Auxiliar de Saint Asaph (1531).